# Gran Turismo (игра)
Gran Turismo (яп. グランツーリスモ Гуран Цу:рисумо) — видеоигра в жанре автосимулятора; первая в серии Gran Turismo. Была разработана японской студией Polys Entertainment (ныне Polyphony Digital) и выпущена компанией SCEI 23 декабря 1997 года на платформе PlayStation. Американский релиз состоялся 30 апреля 1998 года, европейский — 8 мая того же года.
Игра включена в число лучших игр всех времён и платформ интернет-порталом GameSpot.

## Игровой процесс

Mitsubishi FTO GP ver. R на трассе Trial Mountain Circuit

Игра имеет два режима: аркадный и реалистичный.
В аркадном режиме игрок может выбирать автомобили таких производителей, как Nissan, Honda, Acura и Aston Martin и других. Под каждый автомобиль создана своя карта тюнинга. Все трассы в исходной версии игры вымышлены. Реально существующие трассы, такие как Laguna Seca, Le Mans Sarthe и New York City, появились в последующих версиях игры.
В реалистичном режиме игрок получает возможность делать карьеру, начиная с десяти тысяч кредитов, на которые можно купить подержанную машину. Дальше игрок должен получить одну из трёх лицензий: B-класса, А-класса или международного А-класса.

## Музыка
В западных версиях звучит вступительная песня Everything Must Go [Manic Street Preachers] (The Chemical Brothers remix). В японской версии играет композиция Masahiro Andoh — Moon Over The Castle, которая является вступительной песней в каждой японской версии игр Gran Turismo.
В самой игре треков мало:
- Garbage — «As Heaven is Wide»
- Cubanate — «Autonomy»
- Manic Street Preachers — «Everything Must Go (The Chemical Brothers remix)»
- TMF — «High»
- Cubanate — «Industry»
- Ash — «Lose Control»
- Cubanate — «Oxyacetalene»
- Cubanate — «Skeletal»
- Feeder — «Sweet 16»
- Feeder — «Tangerine»
- Feeder — «Chicken On A Bone Reworked» (instrumental)
- UNKA In — Special name
- UNKA In — AXElRod
- Sin — Magic car
- Joe — KILLING World

## Оценки и мнения
| Сводный рейтинг    | Сводный рейтинг |
| Агрегатор          | Оценка          |
| ------------------ | --------------- |
| GameRankings       | 94,95 %         |
| Metacritic         | 96/100          |
| Иноязычные издания |                 |
| Издание            | Оценка          |
| GamePro            | 5/5             |
| GameSpot           | 8,6/10          |
| IGN                | 9,5/10          |
| OPM                | 5/5             |

Игра была хорошо принята критиками, получив 9,5/10 от IGN, 8,6/10 от GameSpot и 5/5 от Official Playstation Magazine. По состоянию на март 2009 года, было отгружено 2.55 миллиона копий игры в Японии, 1 миллион в Северо-Восточной Азии, 4.3 миллиона в Европе и 3.99 миллиона в Северной Америке, что в сумме составляет 10.85 миллионов копий игры.

## Культурное влияние
В честь этой игры шведская группа The Cardigans назвала свой четвёртый студийный альбом Gran Turismo, так как члены группы во время записи альбома развлекались, проводя время за этой игрой. Позже сингл с этого альбома стал заглавной композицией для Gran Turismo 2.